# Scanner Cop II
Scanner Cop II (Scanners: The Showdown) è un film canadese del 1995 diretto da Steve Barnett. È il quinto e ultimo film della serie Scanners e il secondo e ultimo film della serie Scanner Cop. 

## Trama
Sam Staziak, il poliziotto 'scanner' (una persona nata con dei particolari poteri telepatici) del Dipartimento di Polizia di Los Angeles, è sulle tracce di un potente 'Scanner' diabolico, in grado di sfruttare il potere degli scanner più deboli.